# Aroma Buro
Aroma Buro — українська компанія, що спеціалізується на імпорті й дистрибуції ароматів для дому та доглядової косметики середнього-преміального сегмента, а також на роздрібній торгівлі відповідною продукцією. Портфоліо включає бренди WoodWick, Yankee Candle, Millefiori Milano, Geodesis, Urban Apothecary та Prija. Штаб-квартира розташована в Києві. 

## Історія
Компанія Aroma Buro була заснована у 2018 році. Засновники — Григорій Караваєв і Євген Гутман. 
Aroma Buro стала ексклюзивним представником в Україні низки світових брендів - WoodWick, Yankee Candle, Millefiori Milano, Prija, Geodesis, Urban Apothecary та інших. Співпрацює з великими українських рітейлерами, таких як мережі супермаркетів Сільпо, Епіцентр К, Novus, Goodwine парфумерно-косметичні магазини Brocard, онлайн-платформи Rozetka і Makeup тощо. 
Компанія також відкрила власні острівці у торгово-розважальних центрах Києва.
У 2024 році Aroma Buro розширила асортимент, почавши реалізацію українських косметичних брендів Honest, Rebellion та Poetry Home.

## Проєкти й медійні колаборації
- BESTIN × Aroma Buro (2021) — редакційний проєкт, у якому компанія підбирала аромати під історичні образи трьох відомих жінок (Ава Гарднер, Франсуаза Саган, Матильда Кшесинська). [4]
- Упорядкування тематичних добірок для глянцевих медіа: Cosmopolitan публікувала поради щодо вибору домашніх ароматів, згадуючи асортимент Aroma Buro (2019). [5][6][7]
- ELLE-Україна неодноразово включала свічки із сайту Aroma Buro до різдвяних списків подарунків (2019, 2022).[8][9][10]

## Портфель брендів
- WoodWick — американський бренд ароматичних свічок із запатентованим дерев’яним ґнотом Pluswick®, що під час горіння відтворює заспокійливе потріскування каміна. [11]
- Yankee Candle — найбільший у США виробник і ритейлер преміальних ароматичних свічок, відомий колекцією з понад 600 ароматів і глобальною дистрибуцією у майже 50 країнах.[12]
- Millefiori Milano — італійський бренд, що поєднує елегантний дизайн із широкою лінійкою дифузорів, перетворюючи оселю на галерею вишуканих ароматів.[13]
- Geodesis — французька сімейна мануфактура, яка створює свічки з інноваційного рослинного воску на основі кокосової та абрикосової олій, пропонуючи чисті моноаромати з різних куточків світу.[14]
- Urban Apothecary — британський бренд, що у власній майстерні в Лестерширі вручну виготовляє люксові свічки й дифузори, поєднуючи традиційні інгредієнти у сучасні ароматичні композиції.[15]
- Prija — італійська лінія веганської доглядової косметики від GFL Cosmetics, натхненна східними ароматами та збагачена натуральними оліями для волосся й тіла.[16]

## Нагороди та визнання
Станом на квітень 2025 року у відкритих джерелах не зафіксовано галузевих нагород або рейтингових відзнак, отриманих компанією.